# 倪文蔚
倪 文蔚（げい ぶんい、Ní Wénwèi、1823年 - 1890年）は、清末の官僚。字は豹臣。安徽省望江県出身。
1852年に進士となり、翰林院庶吉士に選ばれた。刑部主事を経て、1861年より陳州に駐屯して捻軍と戦っていた河南巡撫厳樹森の幕下に入り、軍務にあたった。団練の苗沛霖が反旗を翻して、項城を包囲したが、倪文蔚は軍を率いて包囲を解き、項城一帯を平定した。1862年、厳樹森が湖北巡撫に転任となると倪文蔚もそれに従い、引き続き湖北省で軍務にあたった。
その後、1872年に荊州知府となった。1880年には河南開帰陳許道に任命され、さらに広東按察使に抜擢された。1881年には広西布政使に、1882年には広西巡撫となり、在任中には匪賊討伐に功績をあげた。1883年に広東巡撫に転任となり、在任中に発生した清仏戦争の対処にあたった。
1887年、河南巡撫となったが、就任直後に鄭州で黄河の堤防が決壊したため、治水事業にあたり、後には河道総督代理も兼任した。
儒学者・詩人としても知られ著書に『禹貢説』『両彊勉斎詩文集』などがある。